# Медицинский сад
Медицинский сад (словац. Medická záhrada) — общественный парк в Братиславе, в квартале Старый город. Расположен между улицами Шпиталска (Госпитальная), Американской площадью, улицами Сасинкова, Польна и 29 августа.
Со стороны Госпитальной улицы территорию сада ограничивает Летний дворец Аспремонта, который частично находится в саду. В Медицинском саду есть детская площадка, много скульптур и архитектура малых форм.

## История
Парк возник на базе сада в стиле барокко, принадлежавшего барону Кучерфельду, и на карте города 1765 года отмечен как Кучерсфельтский сад. В 1769 году граф Иоганн Непомук Гоберт из семьи Аспремон-Линден приобрел его в собственность и к 1771 году построил дворец Аспремонт на западной окраине. В то время сад был разделен на две части по рельефу: перед главным фасадом дворца располагалась приподнятая терраса с бордюрами и фонтаном, лестница вела в нижний сад с овальным партером и каштановыми аллеями на стороны. В 1781 году дворец и сад приобрела семья венгерского магната Эстерхази, князь регулярно организовывал масштабные мероприятия. До 1790 года Йозеф Гайдн несколько раз дирижировал здесь княжеским оркестром.
В 1862 году дворец купил братиславский торговец Карл Шиффбек, весь парк был разделен на декоративный сад и площадки для выращивания овощей и фруктов. Прогрессирующая урбанизация региона привела к тому, что периферийные территории неоднократно выделялись и переоборудовались под застройку.
После того, как в 1920 году дворец был передан в дар медицинскому факультету Университета Коменского в Братиславе, парк открыли для широкой публики. С 1985 по 1988 годы сад был существенно перепланирован по проекту, придерживавшемуся планировки первоначального французского сада, но проект не был завершен. От первоначальной обстановки не осталось никаких скульптур или другой садовой архитектуры. Сегодня в парке находится фонтан Лабуте работы скульптора Павола Микшика, а также статуи словацкого писателя Мартина Кукучина и венгерского поэта Шандора Петефи.

## Галерея
- Скульптура в Медицинском саду, изображающая словацкого прозаика Мартина Кукучина
- Фонтан в Медицинском саду
- Скульптура поэта и революционера Шандора Петёфи (Медицинский сад, Братислава).